# Hahnia mauensis
Hahnia mauensis är en spindelart som beskrevs av Robert Bosmans 1986. Hahnia mauensis ingår i släktet Hahnia och familjen panflöjtsspindlar.
Artens utbredningsområde är Kenya. Inga underarter finns listade i Catalogue of Life.